# ديسبوتوفاتس
ديسبوتوفاك (Деспотовац) هي مدينة في بومورافليي في مقاطعة وسط صربيا في صربيا.
يبلغ عدد سكانها حوالي 4611 نسمة.
يقع بها دير ماناسيا الحصين، ويرجع تاريخ الدير إلى القرن الخامس عشر وهو محاط بأسوار واقية واستحكامات وأبراج عالية عديدة.